# Jorge Campos Rey de Castro
Jorge Campos Rey de Castro (* Arequipa, Perú, 3 de enero de 1921 - Lima, Perú, 3 de marzo de 2014), fue un médico y académico peruano. Realizó importantes investigaciones en el área de patología, y fue rector de la Universidad Nacional Mayor de San Marcos.

## Biografía
Hijo de Abraham Campos Brust y Rosa Rey de Castro. Hizo sus estudios en el Colegio Independencia Americana, terminando en 1936 e iniciando sus estudios superiores en la Universidad Nacional de San Agustín (1937), para luego trasladarse a la Universidad de San Marcos (1938-1945). Becado para seguir estudios de Anatomía Patológica en Rosario (1944), y a su regreso se graduó como Bachiller en Medicina (1946), titulándose como médico al año siguiente.
Viajó a EE. UU. por la Fundación Kellogg para seguir estudios de su especialidad (1947-1948). A su retorno obtuvo el grado de Doctor en Medicina (1953). Ejerció la docencia universitaria en su Universidad dictando la cátedra de Medicina (1962-1969, 1980-1984), al mismo tiempo que se distinguió como investigador y patólogo. 
En el Perú, la citología diagnóstica fue promovida e impulsada a inicios de los años cincuenta por el profesor Jorge Campos Rey de Castro, quien con perseverancia y tenacidad pudo superar el escepticismo de muchos patólogos y ginecólogos que se resistían, como lo acontecido en otras partes, a aceptar el diagnóstico basado en la morfología celular. Los discípulos patólogos que formó el profesor Campos llevaron la novedosa técnica citológica a diversos ámbitos del país.
Asumió la dirección del Hospital del Empleado (1976) y finalmente, asumió el rectorado sanmarquino en 1986.
En los primeros días de marzo del 2014 falleció el maestro Dr. Jorge Campos Rey de Castro, profesor principal de Histología, exdecano de San Fernando y exrector de San Marcos.
En el diario El Comercio, el domingo 9 de marzo del 2014 salió un aviso de su familia, el sepelio fue en privado.

## Distinciones
- Premio Nacional de Medicina "Daniel Alcides Carrión" (1950).
- Premio Anual "Aníbal Corvetto" (1953).
- Premio "Hipólito Unanue" (1982).
- Gran Oficial de la Orden Daniel A. Carrión (1982).
- Profesor Emérito de la UNMSM (1990).
- Medalla al Mérito Extraordinario por el Colegio Médico del Perú (1997).
- Medalla al Mérito de Salud por la Academia Peruana de la Salud (1999).

## Obras
- Patología de la próstata (tesis de licenciatura, 1947).
- Patología de la tuberculosis primaria pulmonar (tesis doctoral, 1953).
- Handbook of Tropical Dermatology and Medical Mycology (1953).
- Ilustrated Tumor Nomenclature (1965).
- Histología (1982).

| Predecesor: Ernesto Melgar Salmón | Rector de la Universidad de San Marcos 1987 - 1989 | Sucesor: José Amiel Pérez |